# Tatankaceratops
Tatankaceratops – rodzaj ceratopsa z rodziny Ceratopsidae żyjącego w późnej kredzie (późny mastrycht, 65,5 mln lat temu) na obszarze dzisiejszej Ameryki Północnej. Opisany na podstawie skamieniałych kości czaszki i niekompletnego szkieletu pozaczaszkowego odkrytych w osadach formacji Hell Creek na terenie hrabstwa Harding w Dakocie Południowej. Tatankaceratops żył współcześnie z ceratopsami z rodzajów Triceratops i Torosaurus; podobnie jak one miał trzy rogi - jeden nosowy i dwa nadoczodołowe. O ile jednak u triceratopsa i torozaura rogi nadoczodołowe były znacznie dłuższe od rogu nosowego, u Tatankaceratops wszystkie trzy rogi były zbliżonej długości (ok. 15 cm). Tatankaceratops był też mniejszy od triceratopsa i torozaura; autorzy jego opisu szacują, że jego czaszka osiągała niecały metr długości, zaś całe zwierzę osiągało ok. 3,5 m długości. Przeprowadzona przez autorów jego opisu analiza kladystyczna sugeruje, że Tatankaceratops był najbardziej bazalnym znanym przedstawicielem podrodziny Ceratopsinae, jednak autorzy zastrzegają, że ze względu na niekompletność jego szkieletu oraz fakt, że badania nad nim są wciąż na wstępnym etapie, ta pozycja filogenetyczna jest niepewna. Według Longricha (2011) holotyp Tatankaceratops ma zarówno niektóre cechy budowy ciała spotykane u młodych triceratopsów, jak i niektóre cechy dorosłych przedstawicieli tego rodzaju; nie jest zatem pewne, czy holotyp jest szkieletem nietypowego triceratopsa, który przestał rosnąć przed osiągnięciem dojrzałości, czy faktycznie należał do przedstawiciela odrębnego rodzaju.
Jego nazwa rodzajowa pochodzi od słowa Tatanka, oznaczającego bizona w języku lakota, oraz greckiego słowa ceratops, oznaczającego "rogate oblicze". Epitet gatunkowy sacrisonorum honoruje odkrywców skamieniałości Tatankaceratops, braci Stana i Steve'a Sacrisonów.